# Michael Frick

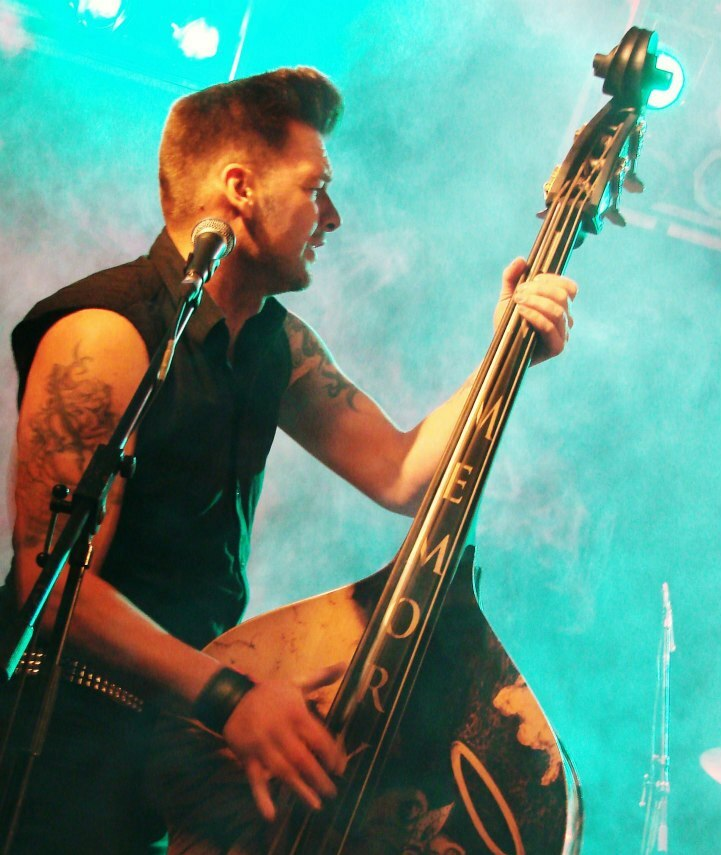
Michael Frick, 2012

Michael Frick (* 4. Dezember 1971 in Berlin-Wedding) ist ein deutscher Kontrabassist, Sänger, Instrumentenbauer. Aktuell ist er als Bassist in der Band Ray & The Rockets, Hot Boogie Chillun sowie in der Mittelalter-Band Corvus Corax tätig.

## Biographie
Seit 1986 ist Frick als Kontrabassist tätig und war ab Ende der 1980er Jahre Bestandteil der deutschen Psychobillyszene. Er legte sich jedoch nie auf eine bestimmte musikalische Stilrichtung fest und spielte daneben auch in diversen Rockabilly, Rock-’n’-Roll- und Swing/Jazz-Bands. 2004 gründete er mit Sascha Vollmer, mit dem er bereits bei Hot Boogie Chillun gespielt hatte, und Alec Völkel die Band The BossHoss. Er verließ die Gruppe im gleichen Jahr, spielte aber noch den Langnese-Werbesong Like Ice in the Sunshine mit ein.
2006 nahm er das Angebot des Psychobilly-Musikers P. Paul Fenech bei den Meteors wahr, die vakante Position des Bassisten zu besetzen. Zwischendurch spielt er immer wieder in den verschiedenen Bands und Projekten, unter anderem bei Ray & The Rockets. Seit Februar 2017 unterstützt Frick die Mittelalter-Band Corvus Corax mit an der Bass-Citole. Seit April 2018 tritt auch die Band Hot Boogie Chillun wieder auf.
Neben seiner musikalischen Tätigkeit gründete Frick 2002 das Unternehmen Frickbass Instrumentenbau, das sich vorrangig mit dem Exklusivbau von Kontrabässen beschäftigt. Zu seiner Kundschaft zählen Bands und Musiker wie Mad Sin, Bonsai Kitten, Hervé Jeanne, Rafi Kirder und The BossHoss. Regelmäßig leiht die VW-Autostadt in Wolfsburg einen Frickbass für ihre Veranstaltungen aus u. a mit Vijay Iyer oder Mitch Winehouse. Mit der Electro-Swing/Jazz-Band The Drapers, die den Song We No Speak Americano für Yolanda Be Cool umsetzte, trat Frick 2010 u. a. bei Sat.1 auf. Zudem spielte er im Bill Haley Orchestra und bei Bill Haley new Comets, die seit 2011 mit der jüngsten Tochter von Bill Haley, Gina Haley touren. Frick lebt und arbeitet in Berlin.

## Tonträger (Auswahl)
- Lota Red, Doomsday, Mental Disorder Records
- Lota Red, Five Graves to Cairo, Mental Disorder Records
- Lota Red, Rampage, Planet Records 10 Japan
- Avaricious Sam, Innocent/Heartless Baby/Sometimes
- Desperado5, Treat Me Wrong, Crazy Love Rec.
- Desperado5, Two! Three! Four!, Crazy Love Rec.
- Hot Boogie Chillun, Comeback, Gogo Disques
- Hot Boogie Chillun, 15 Reasons To R´n`R, Drunkabilly Records
- Hot Wire/Handsome Devils, Highway Patrol,  Rithem Bomb Records
- P.P. Fenech,  The F Word, People Like You Records
- The Drapers, We No Speak Americano, Superstar Recordings
- The Drapers, Yakety Yak, Superstar Recordings
- Bill Haley´s new Comets, Bill Turner & Gina Haley, Rock The Joint Again, Cultsound Records
- Hot Boogie Chillun, 18 Reasons To R´n`R, Universal Music
- Corvus Corax, Der Fluch des Drachen, Universal Music
- Corvus Corax, Skál, Behszmokum Records

## Filmografie
- 1991 – Wie gut, dass es Maria gibt – Staffel 2
- 1992 – Filmmusik zu Sein letzter Fall mit Lota Red
- 2002 – Filmmusik zu Paula und Julia mit Desperado 5
- 2003 – Eine Handvoll Briefe, Regie: Peter Kahane mit Ray & The Rockets
- 2006 – Meteors Report, Tracks bei arte
- 2016 – Ku’damm 56, ZDF-Fernsehfilm